# Ishimura Maiha
Ishimura Maiha (石村 舞波 Thạch Thôn Vũ Ba) là một thành viên cũ trong nhóm Berryz Koubou của Hello! Project. Cô ấy đã rời khỏi nhóm tại Tokyo vào ngày 2, tháng 10, năm 2005 để tiếp tục dành trọn thời gian cho việc học.

## Lịch sử
Ishimura Maiha đã gia nhập Hello! Project với tư cách là một trong 15 thành viên của Hello! Project Kids. Vào năm 2004, là một trong 8 thành viên được chọn để hợp thành Berryz Koubou. Cô ấy đã ra khỏi nhóm và Hello! Project vào ngày 2-10-2005, ngày cuối cùng của chuyến lưu diễn mùa Thu 2005 Fall concert tour, với lý do là cô ấy muốn tập trung hoàn toàn cho việc học.

## Công việc khác

### Đóng phim
- [2002] 仔犬ダンの物語 (Koinu Dan no Monogatari)

## Thông tin thêm
- Bạn thân nhất của cô ấy trong nhóm Berryz Koubou là Sugaya Risako.
- Ngoài cá thành viên trong nhóm Berryz Koubou, cô ấy là người phải bỏ nhiều thời gian nhất cho vũ đạo.
- Có tin đồn rằng chính ngài Tsunku tuyên bố rằng Ishimura sẽ trở lại nhóm sau khi hoàn tất việc học, nhưng gần đây đã được xác định là tin đồn thất thiệt.
- Là thành viên duy nhất của Hello! Project Kids đã có buổi biểu diễn tốt nghiệp.
- Theo lời Sugaya Risako, Ishimura cũng khá thân với Tsugunaga Momoko người thường giúp cô ấy trong việc luyện tập vũ đạo.

## Liên kết khác
- Wikipedia tiếng Anh: Maiha Ishimura
- Trang của Fan hâm mộ Hello! Project Kids - Phần của Maiha Ishimura-chan
- Thông báo về việc tốt nghiệp của cô ấy Lưu trữ ngày 25 tháng 11 năm 2005 tại Wayback Machine